# Paretroplus kieneri
Paretroplus kieneri (лат.) — тропическая пресноводная рыба из семейства цихлид отряда окунеобразных.
Длина тела до 13 см. Окраска бурая, плавники сероватые, у основания оранжеватые.
Эндемик Северо-Западного Мадагаскара, где распространена в бассейнах нескольких рек. Ареал очень фрагментированный из-за вырубки лесов. Обитает в водоёмах с температурой воды +24…+28 °C. Придонная рыба.
Занесена в Красный список МСОП как уязвимый вид из-за сокращения ареала вследствие уничтожения мест обитания, конкуренции и хищничества со стороны интродуцированых видов рыб.
|  |  |